# Dieter Bohlen
Dieter Günther Bohlen (Berne, 7 februari 1954) is een Duitse liedjesschrijver, muziekproducent en buiten Duitsland vooral bekend als de oprichter van Modern Talking.

## Introductie
Al sinds zijn schooltijd componeerde Bohlen muziek. Hij studeerde af aan de universiteit maar koos toch voor een carrière in de muziekbusiness.
Eind jaren zeventig werd hij producent bij BMG. In deze periode richtte hij een aantal bands op: Mayfair in 1976 en Monza in 1978. Daarnaast schreef hij nummers voor een aantal Duitse disco/pop zangers en Schlagerzangers.
In begin jaren 80 probeerde hij het nog met Sunday in 1981 en bracht enkele platen uit onder de namen Steve Benson en Ryan Simmons tot 1985.

## Modern Talking
In 1983 trouwde Bohlen met zijn langdurige vriendin Erika Sauerland. In deze periode kreeg hij zijn eerste kind, namelijk Marc Bohlen (geboren in 1985 en vernoemd naar de T.REX-zanger Marc Bolan). In hetzelfde jaar leerde hij Thomas Anders kennen waarvoor hij een paar Duitse nummers schreef, die geen grote hit werden. Tijdens een vakantie op Mallorca schreef hij My Love Is Gone, geïnspireerd op de Italodisco-muziek en het nummer Precious Little Diamond van de band Fox the Fox, waarin het refrein met hoge mannenstemmen gezongen werd. De compositie zou uiteindelijk uitgebracht worden als You're My Heart, You're My Soul. Voor de zang had hij Thomas Anders in gedachten, maar die wilde onder zijn eigen naam enkel zijn Duitse nummers zingen.
Dus richtte Bohlen Modern Talking op, bestaande uit zichzelf, Thomas Anders en de achtergrondzangers Rolf Köhler, Michael Scholz, Detlef Wiedeke en Birger Corleis die de hoge stemmen voor hun rekening namen. You're My Heart, You're My Soul werd opgepikt door enkele dj's, en werd steeds populairder toen een televisieprogramma hun videoclip had uitgezonden. Uiteindelijk werd Modern Talking een groot succes in het midden van de jaren tachtig. Ze scoorden wereldwijd vele hits, als You're My Heart, You're My Soul, You Can Win If You Want, Cheri Cheri Lady,  Brother Louie en Atlantis Is Calling (Sos For Love).
Met Modern Talking zette Bohlen een trend die navolging kreeg door o.a. London Boys en Bad Boys Blue. Door interne meningsverschillen, hield de band er eind jaren 80 al mee op.

## C.C.Catch
Tijdens Modern Talking startte Bohlen een ander project op met C.C.Catch. De frontzang was voor rekening van zangeres Caroline. De liedjes waren van dezelfde strekking als Modern Talking, met een wat strakkere beat. De band kreeg echter niet dezelfde populariteit en hield er snel mee op.

## Blue System
Nadat aan Modern Talking een einde was gekomen, richtte Bohlen met Köhler Blue System op. De muziek was opnieuw vergelijkbaar met Modern Talking.
In 1997 kwam er een einde aan Blue System.

## Comeback Modern Talking
In de jaren 90 kregen Dieter en Thomas weer contact en besloten samen in 1998 opnieuw Modern Talking te vormen. Hun eerste album Back For Good, sinds de herstart in 1998, was het meest succesvol, met een 3de plaats in de Album Top 100 als gevolg. Enkele succesvolle oude hits werden in een nieuw jasje gestoken. Hierbij werkten Modern Talking bij verschillende nummers samen met rapper Eric Singleton, zoals You're My Heart, You're My Soul '98 en Brother Louie '98. Buiten Nederland had men veel succes met top noteringen in de Europese hitlijst en diverse uitreikingen.

## Producties voor andere artiesten
Bohlen heeft niet alleen nummers voor Modern Talking, Blue System en C.C.Catch geschreven, maar ook voor een groot aantal andere artiesten waaronder o.a. Dionne Warwick, Chris Norman, Bonnie Tyler, Roy Black, Millane Fernandez, Marianne Rosenberg, Isabel Soares en Touche.
Voor Tatort heeft hij ook een nummer geproduceerd en als acteur meegespeeld.
In 1989 mocht Bohlen met zijn team twee nummers produceren voor Duitsland en Oostenrijk voor het Eurovisiesongfestival waarbij Rolf Köhler, Detlef Wiedeke en Michael Scholz als muzikanten en zangers aan beide liederen hebben deelgenomen. Nino de Angelo was hoofdzanger voor Duitsland en Thomas Forstner was hoofdzanger voor Oostenrijk.
Al een tijdje is hij te zien als jurylid van DSDS (de Duitse variant van Idols). Hier heeft hij ook nummers voor geproduceerd. Tevens heeft hij in deze periode twee nummer 1 noteringen neergezet voor Yvonne Catterfeld: Fur Dich en Du hast mein Herz gebrochen. Daarnaast is hij jurylid van Das Supertalent,
Van 2003 tot 2006 vormde hij een duo met DSDS finalist Mark Medlock.

## De Playback-kwestie
Dieter Bohlen deed jarenlang alsof hij de belangrijkste hoge stem in het tweede deel van de refreinen van Modern Talking zong. In werkelijkheid was Rolf Köhler de belangrijkste stem van Modern Talking. Alle tv-optredens in de jaren 80 waren overigens playback. Vanaf 1998 werd er voor het eerst opgetreden in concerten en live tours onder de naam Modern Talking. Bij deze optredens stonden op het podium niet alleen Thomas Anders en Dieter Bohlen, maar ook een aantal muzikanten en achtergrondzangers. Thomas Anders was de enige die live zong in de microfoon, de rest playbackte. De stemmen van Rolf Köhler, Michael Scholz en Detlef Wiedeke kwamen samen met de muziek van een geluidsband.
Rolf Köhler heeft uiteindelijk 16 jaar lang zijn stem uitgeleend aan Dieter Bohlen en heeft aan bijna alle Bohlen-producties meegewerkt. In 2001 kwam de zaak aan het licht toen een achtergrondzanger van Modern Talking, namelijk Michael Scholz, een rechtszaak aanspande tegen de Duitse BMG omdat de zangers geen vergoeding kregen voor de remixes van de oude liedjes uit het album Back for Good en BMG en Bohlen wel. Uiteindelijk kregen de studiomedewerkers elk 10.000 DM als vergoeding. De samenwerking stopte ten gevolge van de klacht.
De kwestie beroerde nog lang de Duitse media, onder meer door een reportage in het programma Akte 03, waarin medewerkers het bedrog aan de kaak stelden. De meeste medewerkers hadden zwijgcontracten getekend, waardoor het lang een goed bewaard geheim bleef.

## Privé
Van zijn eerste vrouw is hij al langere tijd gescheiden, hij heeft drie kinderen met haar. Zijn tweede vrouw was Nadja Abd el Farrag (1965–2025), om vervolgens in 1995 een paar weken getrouwd te zijn met de voormalig Miss Duitsland Verona Feldbusch. Hierna is Dieter weer opnieuw verenigd met zijn eerdere vriendin Nadja. Na deze periode heeft hij nog een aantal jaren ook samengewoond met Estefania Kuster, met wie hij één kind op de wereld heeft gezet. Momenteel leeft hij samen met De Spaanse Fatma Carina Walz, die 30 jaar jonger is. Zijn privéleven is regelmatig voer voor de roddelpers.

## Boeken
Bohlen heeft twee succesvolle boeken uitgebracht, Nichts als die Wahrheit en Hinter den Kulissen.

## Statistische gegevens
- Meer dan 160 miljoen verkochte muziekdragers wereldwijd.
- Meer dan 50 maal nummer 1 in de wereld.
- Meer dan 398 gouden en platina platen.
- Meer dan 100 muziektitels in de Duitse hitlijsten.
- Meer dan 20 toptiennoteringen in de Duitse hitlijsten.
- Meer dan 30 gewonnen prijzen.
- 14 nummer 1-hits in Duitsland.